# 祖父江文宏
祖父江文宏（そぶえ ふみひろ、1940年1月24日 - 2002年6月1日）は、日本の僧侶、児童養護施設園長である。

## 人物
最後の節談（ふしだん）説教師で真宗大谷派の僧侶・祖父江省念の次男として名古屋市に生まれる。早稲田大学卒業後、劇団群像座を結成、創立メンバーの一人として、俳優活動を行った。解散後は地元名古屋に戻り、実家の寺と同寺が運営する幼稚園の園長を経て、児童養護施設暁学園を創立。親の離婚・失踪・虐待など様々な理由で、家族と一緒にできない子供たちを守り続けた。
1984年に小説「かなしみの歳時記」（中央法規出版）を上梓、1986年と1988年に東海テレビの昼ドラマ「ふれ愛」の原作となった。
1995年に後の特定非営利活動法人「子どもの虐待防止ネットワーク・あいち」を設立。代表となる。1999年に衆議院特別委員会で児童虐待と養護施設の現状を訴え、評価となり、名古屋弁護士会（現・愛知県弁護士会）賞を受賞。
晩年は間質性肺炎を患い、車椅子に酸素の供給を受けながら、講演や児童養護施設の改善を訴えた。没後、暁学園は経営者が代わり、社会福祉法人共育ちの会（名古屋市）によって運営が続けられている。

## 著書
出典は国立国会図書館の図書目録による。
- 「いきてるってなあに」（1982年、東本願寺出版部）
- 「ててて」（1982年、東本願寺出版部）
- 「よるになったらおやすみ」（1982年、東本願寺出版部）
- 「かなしみの歳時記」（1984年、中央法規出版）
- 「ローマングラスって知っていますか?:ひがしほんがんじえほん」（1984年、東本願寺出版部）
- 「ともだち」（1986年、真宗大谷派宗務所出版部）
- 「おばあさんとうさぎたち」（1986年、真宗大谷派宗務所出版部）
- 「季節を動かすこどもたち」（1990年、法蔵館）
- 「子どもたちが観せてくれたこと」（1994年、真宗大谷派宗務所出版部）
- 「勇気をくれた子どもたち」（2001年、法蔵館）
- 「われひとり救われるを由とせず:理知がひきおこす虐待」（2002年、真宗大谷派名古屋別院教化事業部）
- 「悲しみに身を添わせて」（2004年、真宗大谷派宗務所出版部）
- 「のこされた時間:詩集」（2006年、真宗大谷派宗務所出版部）